# Parsovići
Parsovići (en cyrillique : Парсовићи) est un village de Bosnie-Herzégovine. Il est situé dans la municipalité de Konjic, dans le canton d'Herzégovine-Neretva et dans la fédération de Bosnie-et-Herzégovine. Selon les premiers résultats du recensement bosnien de 2013, il compte 178 habitants.

## Démographie

### Évolution historique de la population
| 1948 | 1953 | 1961 | 1971 | 1981 | 1991 | 2013 |
| ---- | ---- | ---- | ---- | ---- | ---- | ---- |
| -    | -    | 154  | 189  | 157  | 176  | 178  |

|  |

### Communauté locale
En 1991, la communauté locale de Parsovići comptait 787 habitants, répartis de la manière suivante :